# Симоне Пруч
Симоне Пруч (Бад Канштат, Западна Немачка, 17. октобар 1978) је аустријска играчица бадминтона, која се такмичи од своје 13. године у свим дисциплинама. Игра десном руком. Члан је АТУС Вајц из Вајца. Тренутно се на светској ранг листи налази на 72. месту са 20090 поена, а најбољи пласман јој је било 65. место

## Спортска каријера
Симоне Пруч је своју прву титулу освојила на јуниорском првенству Аустрије 1995. када је у пару са Сабином Франц освојила прво место. Имала још 5 других јуниорских титула првака Аустрије у 1996. и 1997. две појединачно, две у женским паровима и једну у мешовитим паровима.
Прву титулу у конкуренцији сениорки освојила је 2000. године. Све у свему, она је до 2007. освојила седам титула појединачно и пет у дублу. Освајала је и међународна првенства Италије 2002. и Словеније 2009. Била је и учесница Летњих олимпијских игара 2012. у Лондону, где није успела проћи квалификационо такмичење у групи.

## Резултати и пласман
Стање на дан 18. октобар 2012.
Место на ранг листи 72. са 20.090 поена
| Дисциплина      | ИГ  | Д   | И   | +/- |
| --------------- | --- | --- | --- | --- |
| Појединачно     | 365 | 144 | 221 | -77 |
| Женски парови   | 164 | 59  | 105 | -46 |
| Мешовити парови | 52  | 30  | 22  | +8  |